# Александровский, Юрий Анатольевич
Ю́рий Анато́льевич Александро́вский (род. 12 апреля 1936, Москва) — советский и российский психиатр, доктор медицинских наук, профессор, заслуженный деятель науки Российской Федерации, член-корреспондент РАН, руководитель отдела пограничной психиатрии Федерального медицинского исследовательского центра психиатрии и наркологии им. В. П. Сербского.

## Биография
Родился в Москве в семье известного советского психиатра и организатора психиатрической помощи профессора Анатолия Борисовича Александровского (1899—1961).
В 1959 году окончил лечебный факультет 2-го МОЛГМИ и стал работать в научных подразделениях Московского НИИ психиатрии под руководством профессоров И. Г. Равкина, Л. Л. Рохлина, Г. Я. Авруцкого, специализируясь на вопросах, связанных с клинической психофармакологией.
В 1964 году защитил кандидатскую диссертацию на тему «Лечение шизофрении галоперидолом», а в 1972 году — докторскую, материалы которой были опубликованы в качестве самостоятельной монографии «Клиническая фармакология транквилизаторов».
В 1985 году присвоено учёное звание профессора по специальности «психиатрия».
В 1978—1983 гг. возглавлял созданную им лабораторию клинической психофармакологии в НИИ фармакологии АМН СССР, занимался клиническими исследованиями новых психофармакологических препаратов. За разработку, изучение и внедрение отечественного бензодиазепинового транквилизатора феназепама в составе коллектива учёных был удостоен Государственной премии СССР за 1980 год.
С 1984 года работает во Всесоюзном НИИ общей и судебной психиатрии им. В. П. Сербского (в наст. время — Федеральный медицинский исследовательский центр психиатрии и наркологии им. В. П. Сербского) руководителем организованного им отдела пограничной психиатрии.
С 1984 по 2006 годы занимал пост заместителя директора по научной работе, в 2017 году организовал на базе Московской городской психиатрической больницы № 3 Университетскую клинику пограничной психиатрии.
С 1986 года руководил проведением работ по оказанию психиатрической помощи пострадавшим в аварии на Чернобыльской АЭС и при других стихийных бедствиях и катастрофах, включая землетрясение в Армении в 1988 г. За эту деятельность в 1986 г. награждён Орденом Трудового Красного знамени. Входит в состав Главной медицинской комиссии по отбору и контролю за здоровьем космонавтов. В 1970-х—2000-х гг. состоял в Президиуме Правления Всесоюзного (Российского) общества психиатров, был его ответственным секретарем, с 2015 г. — член Правления. В течение многих лет входил в состав Фармкомитета Минздрава СССР и Фармакологического совета Минздрава РФ.
Один из организаторов ежегодных национальных конгрессов «Человек и лекарство», организовывал многие научные съезды и конференции, был инициатором проведения и руководителем школ молодых психиатров.

## Научная деятельность
Предложил теоретическое обоснование функционирования «индивидуального барьера психической адаптации», реализующегося при участии биопсихосоциальных механизмов. С этой позиции изучает патогенез состояний психической дезадаптации и вопросы лечения больных с психическими расстройствами. Разработал концепцию «социально-стрессовых расстройств», развивающихся под влиянием неблагоприятных макросоциальных факторов. Автор более 450 научных публикаций, в том числе 35 монографий и руководств для врачей. Главный редактор и один из основных авторов «Энциклопедии психиатрии» (2003), «Национального руководства по психиатрии» (2009, 2013) и 12 сборников научных работ. Один из создателей «Российского психиатрического журнала» и в течение многих лет заместитель его главного редактора, член редколлегий пяти профильных научных журналов. Среди учеников Ю. А. Александровского — 16 докторов и 35 кандидатов медицинских наук.

## Основные публикации

### Монографии
- Клиническая фармакология транквилизаторов. 1973.
- Системный подход в психиатрии. 1976.
- Состояния психической дезадаптации и их компенсация. 1976.
- Фармакотерапия психических заболеваний. 1976
- Регуляция сна. 1983.
- Психофармакотерапия невротических расстройств. Экспериментально-теоретический и клинико-фармакологический анализ. 1987.
- Общие принципы терапии психически больных. 1988
- Психогении в экстремальных условиях. 1991.
- Неврозы и перекисное окисление липидов. 1991.
- Современные средства и методы лечения нарушений сна. 1994.
- Расстройства сна. 1995.
- Медицина катастроф. 1996
- Пограничная психиатрия и современные социальные проблемы. 1997.
- Психические расстройства в общемедицинской практике и их лечение. 2004.
- Выдающиеся психиатры России. 2007.
- Предболезненные состояния и пограничные психические расстройства: этиология, патогенез, специфические и неспецифические симптомы, терапия. 2010.
- Страницы истории Российского общества психиатров. 2011.
- Состояния психической дезадаптации и невротические расстройства (брошюра). 2012.
- История отечественной психиатрии в 3 томах. 2013.

### Руководства
- Неврозы и невротические реакции. 1971.
- Космическая медицина (раздел «Принципы психопрофилактики и коррекции психологических состояний у участников космических полетов»). 1995.
- Пограничная психиатрия. 2000.
- Руководство по социальной психиатрии. 2001.
- Психиатрия и психофармакотерапия. 2004.
- Психические расстройства в общемедицинской практике и их лечение. 2004.
- Пограничные психические расстройства: руководство для врачей. 1993, 1997, 2000, 2007.
- Пограничные психические расстройства: учебное пособие. 2000
- Психофармакотерапия пограничных психических расстройств. 2000.
- Справочник врача общей практики. 1996, 1998, 1999, 2003.
- Психотропные средства: справочник практикующего врача. 2004.
- Психофармакотерапия: учебное пособие для студентов высших учебных заведений. 2005, 2008.
- Психические расстройства: диагностика и терапия в общемедицинской практике: краткое руководство. 2007.
- Краткий психиатрический словарь. 2005, 2009, 2013, 2017.
- Психиатрия. Национальное руководство. 2009, 2013 (краткий выпуск).
- Рациональная фармакотерапия в психиатрической практике: руководство для практикующих врачей. 2014.

### Научно-популярные издания
- Человек побеждает безумие: записки психиатра. 1968.
- Познай и преодолей себя: наедине со всеми. 1992.
- Познание человека: о психиатрии и не только. 2015.
- Глазами психиатра (1—6 издания). 1985—2009.

### Актовые лекции
на Российском национальном конгрессе «Человек и лекарство» (отдельные брошюры): «К вопросу о механизмах развития невротических расстройств», 1999; «Актуальные проблемы современной психиатрии», 2002; «История и современность отечественной психиатрии», 2011; «Десять проблем современной научной и практической психиатрии», 2015; «Психиатрия и общество», 2016; «Некоторые вопросы деонтологической этики», 2017.